# Камъните на силата
Камъните на силата (на английски: Sipstrassi) е фентъзи-поредица от Дейвид Гемел. В поредицата са включени 5 книги, които са издадени в периода 1987 – 1994 г. В поредицата са най-известните произведения на Дейвид Гемел.
Камъните на силата се състои от:
- Вълк в сянка (Wolf in Shadow)
- Призрачният крал (The Ghost King)
- Последният меч на силата (The Last Sword of Power)
- Последният пазител (The Last Guardian)
- Кървав камък (Bloodstone)